# 輸出入・港湾関連情報処理センター
輸出入・港湾関連情報処理センター株式会社（ゆしゅつにゅう・こうわんかんれんじょうほうしょりセンター、Nippon Automated Cargo And Port Consolidated System, Inc.、NACCSセンター）は、入出港する船舶・航空機及び輸出入される貨物について税関その他の関係行政機関に対する手続及び関連する民間業務をオンラインで処理するシステム(NACCS)の運営管理を行っている特殊会社である。電子情報処理組織による輸出入等関連業務の処理等に関する法律（昭和52年法律第54号）に基づき設立されている。所管部局は、財務省関税局総務課事務管理室。

## 事業所
- 本社 : 東京都港区浜松町一丁目3番1号 浜離宮 ザ タワー 6階
- 東海事務所：愛知県名古屋市港区港町1番11号　名古屋港湾会館3階
- 関西事務所：大阪府大阪市西区靭本町一丁目11番7号　信濃橋三井ビル12階
- 九州事務所：福岡県福岡市博多区博多駅前一丁目4番1号　博多駅前第一生命ビル2階

## 沿革
- 1977年10月1日 - 認可法人として、航空貨物通関情報処理センターを設立。
- 1991年10月1日 - 業務対象を海上貨物にも拡大し、法人名称を通関情報処理センターに変更。
- 2003年10月1日 - 独立行政法人化に伴い、独立行政法人通関情報処理センターに改組移行。
- 2008年10月1日 - 特殊会社化に伴い、輸出入・港湾関連情報処理センター株式会社に改組移行。